# Trichostegia minor
Trichostegia minor är en nattsländeart som först beskrevs av Curtis 1834.  Trichostegia minor ingår i släktet Trichostegia och familjen broknattsländor. Arten är reproducerande i Sverige. Inga underarter finns listade i Catalogue of Life.

## Bildgalleri

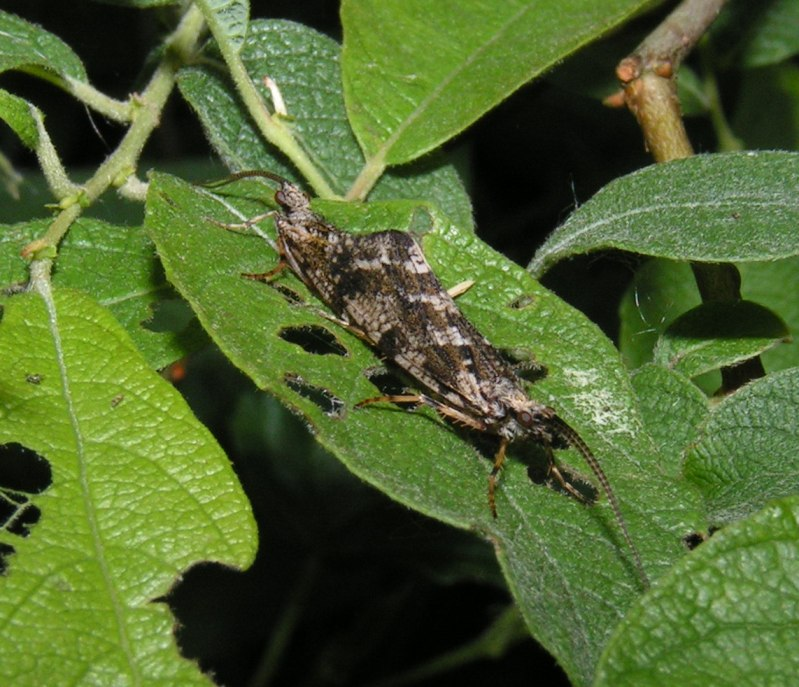
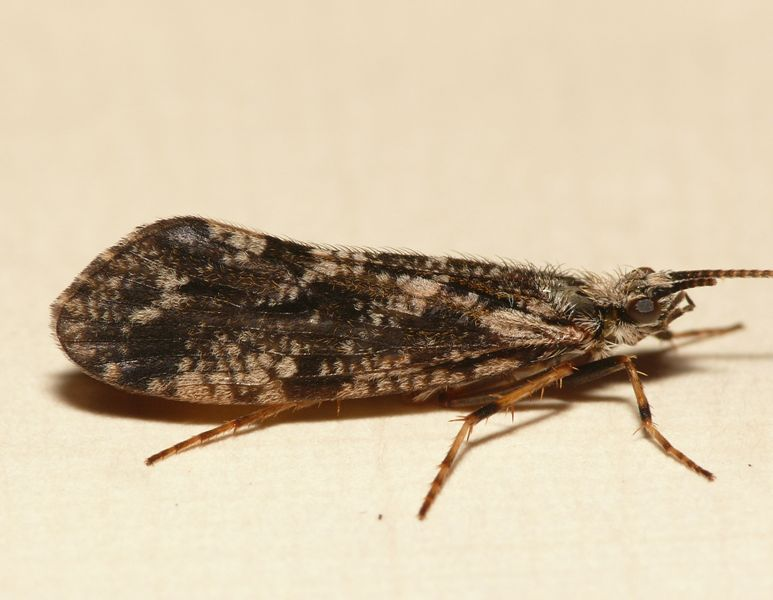